# Kenta Kawanaka
Kenta Kawanaka (japanisch 川中 健太 Kawanaka Kenta; * 5. November 1997 in der Präfektur Osaka) ist ein japanischer Fußballspieler.

## Karriere
Kawanaka kam im Januar 2016 aus der Hatsushiba-Oberschule Hashimoto nach Österreich zum Regionalligisten SV Horn. Sein Debüt in der Regionalliga gab er im März 2016, als er am 17. Spieltag der Saison 2015/16 gegen die Amateure des SK Rapid Wien in der Startelf stand. Bis Saisonende kam er zu neun Einsätzen; mit Horn stieg er als Meister der Ostliga in die zweite Liga auf.
Dort kam Kawanaka jedoch nicht mehr zum Einsatz und so wurde er im Januar 2017 an den Regionalligisten SC Mannsdorf verliehen. Im März 2017 erzielte er bei einem 2:1-Sieg gegen den FCM Traiskirchen sein erstes Tor in der Regionalliga. Bis zum Ende der Leihe kam er zu 13 Einsätzen für Mannsdorf, in denen er zwei Tore erzielte.
Nach dem Ende der Leihe kehrte er zur Saison 2017/18 zum SV Horn zurück, der inzwischen wieder in die Regionalliga abgestiegen war. In jener Spielzeit kam er zu 22 Einsätzen, in denen er ein Tor erzielte, und konnte mit Horn als Meister der Ostliga nach einer Saison wieder in die zweithöchste Spielklasse aufsteigen. Daraufhin verließ er den Verein jedoch nach Saisonende.
Nach einem halben Jahr ohne Verein wechselte Kawanaka im Januar 2019 zurück nach Japan und schloss sich dem Drittligisten Fukushima United FC an. Sein Debüt in der J3 League gab er im März 2019 gegen den Fujieda MYFC. 2020 wechselte er zum Aufsteiger Matsue City FC nach Matsue, absolvierte im ersten Spieljahr 15 Ligaspiele, in denen er drei Treffer beisteuerte und stieg mit der Mannschaft wieder in die Viertklassigkeit ab. Im darauffolgenden Jahr agierte er als Stammspieler, kam auf 28 Meisterschaftseinsätze, in denen ihm acht Tore und fünf Assists gelangen. Die Mannschaft belegte im Endklassement einen Platz im Tabellenmittelfeld; noch vor Beginn des Spieljahres 2022 erfolgte die Umbenennung des Vereins in FC Kagura Shimane. Nach insgesamt 61 Ligaspielen wechselte er im August 2022 zum ebenfalls in der vierten Liga spielenden Veertien Mie.